# Tony Danza
Tony Danza (Brooklyn, 21 april 1951) is een Amerikaans acteur.
Danza werd geboren als Antonio Salvatore Iadanza in Brooklyn, New York. Hij ging naar de universiteit in Iowa en was bokser voordat hij aan zijn carrière als acteur begon.
Hij is waarschijnlijk het bekendst door zijn rol als Tony Banta in de comedyserie Taxi (1978-1983) en zijn rol als Tony Micelli in de serie Who's the Boss? (De baas in huis) (1984-1992). Hij kreeg een Emmy-nominatie voor zijn gastrol in de televisieserie The Practice.
Hij heeft ook in een aantal films gespeeld, waaronder She's Out of Control (1989) en A Brooklyn State of Mind (1997), en speelde onder andere in het toneelstuk The Iceman Cometh op Broadway. Hij had tussen 2004 en 2006 zijn eigen praatprogramma, The Tony Danza Show, op de Amerikaanse televisie.
Danza was in de jaren 90 ook enige tijd op de Nederlandse televisie te zien in het reclameblok, om het koffiemerk Nescafé, van Nestlé, te promoten.

## Filmografie
- Fast Lane Blues (Televisiefilm, 1977) - Rol onbekend
- Supertrain Televisieserie - Rol onbekend (Afl., Pirouette, 1979)
- The Hollywood Knights (1980) - Duke
- Murder Can't Hurt You (Televisiefilm, 1980) - Pony Lambretta
- Going Ape! (1981) - Foster
- American Video Awards (Televisiefilm, 1983) - Presentator
- Likely Stories, Vol. 4 Televisieserie - Rol onbekend (Afl. onbekend, 1983)
- Taxi Televisieserie - Tony Banta (114 afl., 1978-1983)
- The Love Boat Televisieserie - Bud O'Hara (Afl., Japan Cruise: When Worlds Collide/The Captain and the Geisha/The Lottery Winners/The Emperor's Fortune: Part 1 & 2, 1983)
- Cannonball Run II (1984) - Terry
- Single Bars, Single Women (Televisiefilm, 1984) - Dennis
- Doing Life (Televisiefilm, 1986) - Jerry Rosenberg
- Freedom Fighter (Televisiefilm, 1988) - Victor Ross
- Saturday Night Live Televisieserie - Presentator (Afl., Tony Danza/Laury Anderson, 1986|Tony Danza/John Hiatt, 1989)
- She's Out of Control (1989) - Doug Simpson
- Disneyland Televisieserie - Presentator (Afl., Disneyland's 35th Anniversary Celebration, 1990)
- Baby Talk Televisieserie - Nick (Afl., The Big One, 1991)
- The Whereabouts of Jenny (Televisiefilm, 1991) - Rowdy Patron
- Baby Talk Televisieserie - Mickey Campbell (Afl., Starting Over, 1991, stem)
- Dead and Alive: The Race for Gus Farace (Televisiefilm, 1991) - Gus Farace
- Who's the Boss? Televisieserie - Tony Micelli (190 afl., 1984-1992)
- The Mighty Jungle Televisieserie - Vinnie, de alligator (Afl. onbekend, 1994, stem)
- Angels in the Outfield (1994) - Mel Clark
- Deadly Whispers (Televisiefilm, 1995) - Tom Acton
- Hudson Street Televisieserie - Tony Canetti (22 afl., 1995-1996)
- Illtown (1996) - D'Avalon
- A Brooklyn State of Mind (1997) - Louie Crisci
- Meet Wally Sparks (1997) - Taxichauffeur in New York
- The Girl Gets Moe (1997) - Moe
- North Shore Fish (Televisiefilm, 1997) - Sal
- 12 Angry Men (Televisiefilm, 1997) - Jurylid #7
- The Tony Danza Show Televisieserie - Tony DiMeo (1997)
- The Garbage Picking Field Goal Kicking Philadelphia Phenomenon (Televisiefilm, 1998) - Barney Gorman
- Noah (Televisiefilm, 1998) - Norman Waters
- The Practice Televisieserie - Atty. Tommy Silva (Afl., Trench Work, 1998, niet op aftiteling|Swearing In, 1998|State of Mind, 1998|Love & Honor, 1998)
- Homewood P.I. Televisieserie - Rol onbekend (Afl. onbekend, 2000)
- Glam (2001) - Sid Dalgren
- Family Law Televisieserie - Joe Celano (25 afl., 2000-2002)
- Stealing Christmas (Televisiefilm, 2003) - Jack Clayton
- Crash (2004) - Fred
- The Whisper (2004) - Simon
- Firedog (2005) - Rocky (Stem)
- All My Children Televisieserie - Bruiloftsplanner van Erica Kane (Episode 18 mei 2005)
- Aftermath (2013) - King
- Don Jon (2013) - Jon Sr.
- The Good Cop (2018) - Tony Caruso

- Biblioteca Nacional de España: XX1799792
- Bibliothèque nationale de France: cb13964086w (data)
- Gemeinsame Normdatei: 1022870769
- International Standard Name Identifier: 0000 0001 1477 0098
- Library of Congress Control Number: no98117892
- MusicBrainz: 950eca7f-10f5-4d30-b4a6-9cac9e27677b
- Nationale Bibliotheek van Tsjechië: xx0150256
- Nationale Bibliotheek van Israël: 987007422488005171
- Nederlandse Thesaurus van Auteursnamen: 073566950
- SNAC: w6jf781p
- Système universitaire de documentation: 131453386
- Virtual International Authority File: 87600564
- WorldCat: E39PBJbH44GgBmpW8JrQRt6Frq